# Пиранья (серия фильмов)
«Пираньи» (англ. Piranha) — серия комедийных фильмов ужасов, состоящая из пяти полнометражных фильмов. Франшиза включает в себя следующие фильмы: «Пиранья» (1978), оригинальный фильм является пародией на фильм 1975 года «Челюсти», «Пиранья 2: Нерест» (1982), являющийся кинодебютом Джеймса Кэмерона, телефильм-ремейк «Пиранья» (1995), второй ремейк оригинального фильма «Пираньи 3D» и его продолжение «Пираньи 3DD».

## Фильмы
| Фильм             | Дата выхода     | Режиссер(ы)    | Сценарист(ы)                                         | Продюсер(ы)                                                  |
| ----------------- | --------------- | -------------- | ---------------------------------------------------- | ------------------------------------------------------------ |
| Пиранья           | Август 3, 1978  | Джо Данте      | Джон Сайлес                                          | Роджер Корман, Джон Дэвисон и Чако ван Левен                 |
| Пиранья 2: Нерест | Ноябрь 5, 1982  | Джеймс Кэмерон | Овидио Г. Ассонитис, Джеймс Кэмерон и Чарльз Х. Эгли | Чако ван Леувен и Джефф Шехтман                              |
| Пиранья           | Октябрь 1, 1995 | Скотт Леви     | Алекс Саймон                                         | Чако ван Левен и Майк Эллиотт                                |
| Пираньи 3D        | Август 20, 2010 | Александр Ажа  | Пит Голдфингер и Джош Столберг                       | Александр Ажа, Марк Кантон, Марк Тоберофф и Грегори Левассер |
| Пиранья 3DD       | Июнь 1, 2012    | Джон Гулагер   | Патрик Мелтон, Маркус Данстан и Джоэл Суассон        | Марк Кантон, Марк Тоберофф и Джоэл Суассон                   |

### Пиранья (1978)
«Пираньи» — американский фильм ужасов категории B 1978 года о стае пираний-убийц. Режиссером и соредактором выступил Джо Данте, а в главных ролях снялись Брэдфорд Диллман, Хизер Мензис, Кевин Маккарти, Кинан Винн, Барбара Стил и Дик Миллер. Спродюсированный Роджером Корманом, «Пираньи» был вдохновлен фильмом «Челюсти» 1975 года, который имел большой успех для дистрибьютора Universal Studios и режиссера Стивена Спилберга, и вдохновил на создание серии фильмов категории B на аналогичную тематику, таких как «Гризли».
В фильме участвует частный сыщик Мэгги Макнамара из Lyon Investigation, нанятая богатым Дж. Р. Рэндольфом для поиска его племянницы, пропавшей со своим парнем. Мэгги ищет одинокого защитника окружающей среды Пола Грогана, чтобы тот помог ей найти подростка. Они направляются к заброшенному армейскому объекту, и Мэгги решает осушить бассейны, чтобы посмотреть, есть ли там тело девушки. На них нападает мужчина с ломом, но они побеждают его. Однако она убегает, и вскоре они узнают, что женщина - доктор Летиция Бейнс, которая исследует гибридный вид пираний, способный выживать в пресных и морских водах в военных целях. Кроме того, Мэгги выпустила пираний на реку, и они направляются к курорту Лост-Ривер-Лейк.

### Пираньи 2: Нерест (1982)
«Пираньи 2: Нерест», также известный как «Пираньи 2: Летающие убийцы», — это фильм ужасов 1982 года, сиквел малобюджетного культового фильма 1978 года «Пираньи», а также режиссерский дебют Джеймса Кэмерона в полнометражном кино.

### Пиранья (1995)
Пиранья, также известный как Пираньи, - это американский фильм ужасов 1995 года режиссера Скотта П. Леви о стае пираний-убийц, спускающихся на шумный курорт Лост-Ривер-Лейк. Созданный в рамках серии телефильмов Роджера Кормана «Подарки Роджера Кормана» для Showtime, это ремейк фильма 1978 года «Пиранья».

### Пираньи 3D (2010)
«Пираньи 3D» — американский комедийный 3D-фильм ужасов 2010 года, ремейк фильма «Пиранья» 1978 года. Режиссер Александр Ажа, в нем приняли участие Стивен Р. МакКуин, Джессика Зор, Джерри О'Коннелл, Ричард Дрейфус, Кристофер Ллойд, Элизабет Шу, Адам Скотт, Келли Брук, Райли Стил, Винг Рэймс и Эли Рот. Фильм начинается с внезапного подводного сотрясения, которое освобождает множество доисторических рыб-людоедов, и маловероятная группа незнакомцев должна объединиться, чтобы не стать рыбной пищей для новых жителей этого района с острыми, как бритва, зубами.

### Пираньи 3DD (2012)
Пираньи 3DD — американский комедийный фильм ужасов 2012 года в формате 3D, продолжение фильма 2010 года «Пираньи 3D». Режиссер Джон Гулагер по сценарию Маркуса Данстана и Патрика Мелтона. В ролях Даниэль Панабэйкер, Мэтт Буш, Дэвид Кокнер, Крис Зилка, Катрина Боуден, Гэри Бьюзи, Кристофер Ллойд и Дэвид Хассельхофф. Производство началось 27 апреля 2011 года, а выпуск запланирован на 23 ноября 2011 года, но за месяц до выпуска эта дата была изменена на неуказанную дату 2012 год. В конечном итоге фильм был выпущен в Великобритании 11 мая 2012 года и в США 1 июня 2012 года.

## Отменённые фильмы

### Пиранья 3
«Пиранья 3» была анонсирована в октябре 1991 года как часть серии фильмов, которая будет срежиссирована Овидио Дж. Ассонита для продажи с видеоносителей на Американском кинорынке. Сюжет касался ученого, выпускающего плотоядную рыбу в систему бассейнов горнолыжного курорта. Фильм так и не был снят.
В апреле 1994 года правообладатель Чако ван Леувен объявил о возрождении своей кинокомпании Chako Film International для производства фильма «Дух» (позже выпущенного как «Бешеные ангелы» с Шоном Патриком Флэнери и Дайан Лэдд) и «Пираньи III» при поддержке United Artists. Опять же, никакого фильма не было снято.

### Пиранья IIID
Во время производства и пост-продакшена Пиранья 3DD компания Dimension Films начала разработку продолжения под названием Пиранья IIID, но из-за коммерческого провала 3DD фильм так и не был снят.

### Лето Пираньи
В 2017 году было объявлено о Лете Пираньи. В Японии проект был известен как Пиранья JPN, но на международном уровне он был переименован в Лето Пираньи, когда Чако ван Леувен и Роджер Корман вернулись к продюсированию, а на главную роль был подписан Кристофер Ллойд. Ни один фильм еще не вышел.

## В ролях

### Пиранья (1978)
| Актёр              | Роль              |
| ------------------ | ----------------- |
| Брэдфорд Диллман   | Пол Гроган        |
| Хезер Мензес       | Мэгги МакКеун     |
| Кевин Маккарти     | доктор Роберт Хок |
| Кинан Уинн         | Джек              |
| Дик Миллер         | Бак Гарднер       |
| Барбара Стил       | доктор Менгерс    |
| Белинда Бэласки    | Бетси             |
| Мелоди Томас Скотт | Лора Дикинсон     |
| Брюс Гордон        | полковник Уоксман |
| Бэрри Браун        | десантник         |
| Пол Бартел         | мистер Дюмон      |
| Шеннон Коллинз     | Сьюзи Гроган      |
| Шоун Нельсон       | Уитни             |
| Ричард Дикон       | Эрл Лайон         |
| Джени Сквайр       | Барбара Рэндольф  |
| Роджер Ричманн     | Дэвид             |

### Пиранья 2: Нерест (1982)
- Тришиа О`Нил — Энн Кимбруг
- Стив Макарчук — Тайлер Шерман
- Лэнс Хенриксен — Стив Кимбруг, начальник полиции
- Рики Полл Голдин — Крис Кимбруг
- Тед Рикерт — Рауль, менеджер отеля
- Лесли Грейвз — Эллисон Дюмон
- Керол Девис — Джей
- Конни Линн Хейдден — Лоретта
- Арни Росс — Мел, повар
- Трейси Берг — Беверли

### Пиранья (1995)
| Актёр            | Роль                 |
| ---------------- | -------------------- |
| Уильям Кэтт      | Пол                  |
| Александра Пол   | детектив             |
| Монте Маркем     | Рендельф             |
| Дарлин Карр      | доктор Летисия Бейнц |
| Мила Кунис       | дочь Пола            |
| Келли О'Бирн     | Джина                |
| Лиленд Орсен     | жених Барбары        |
| Лорисса Маккомас | Барбара              |

### Пираньи 3D (2010)
| Актёр                  | Роль                                |
| ---------------------- | ----------------------------------- |
| Элизабет Шу            | шериф Джули Форестер                |
| Стивен Р. Маккуин      | Джейк Форестер старший сын шерифа   |
| Сэйдж Райан            | Зейн Форестер младший сын шерифа    |
| Бруклин Пру            | Лаура Форестер дочь шерифа          |
| Джессика Зор           | Келли одноклассница Джейка          |
| Винг Рэймс             | помощник шерифа Фэллон              |
| Адам Скотт             | сейсмолог Новак Радзински           |
| Кристофер Ллойд        | ихтиолог Карл Гудман                |
| Джерри О'Коннелл       | порнорежиссёр Деррик Джонс          |
| Келли Брук             | Дэнни профессиональная стриптизёрша |
| Райли Стил             | Кристал подруга Дэнни               |
| Рикардо Антонио Чавира | сейсмолог-дайвер Сэм                |
| Дина Мейер             | сейсмолог-дайвер Паула Монтеллано   |
| Ричард Дрейфус         | пожилой рыбак Мэтт Бойд             |
| Элай Рот               | Уит                                 |
| Пол Шеер               | кинооператор Эндрю «Дрю» Каннингем  |
| Эшлинн Брук            | чирлидерша                          |
| Джианна Майклз         | девушка, занимающаяся парасейлингом |

### Пираньи 3DD (2012)
| Актёр              | Роль                        |
| ------------------ | --------------------------- |
| Даниэль Панабэйкер | Мэдди                       |
| Мэтт Буш           | Барри                       |
| Крис Зилка         | полицейский Кайл            |
| Кристофер Ллойд    | ихтиолог Карл Гудман        |
| Винг Рэймс         | помощник шерифа Фэллон      |
| Пол Шеер           | Эндрю «Дрю» Каннингем       |
| Дэвид Кокнер       | отчим Мэдди Чэд             |
| Катрина Боуден     | Шелби                       |
| Жан-Люк Билодо     | Джош                        |
| Дэвид Хассельхофф  | в роли самого себя (камео)  |
| Мэган Тэнди        | подруга Мэдди Эшли Сорби    |
| Пол Джеймс         | парень Эшли Трэвис Митчелл  |
| Гэри Бьюзи         | Клэйтон                     |
| Клу Гулажер        | Мо                          |
| Мэттью Линтц       | Дэвид (веснушчатый мальчик) |
| Ирина Воронина     | Кики                        |

## Приём

### Кассовые сборы
| Фильм             | Дата выхода     | Кассовые сборы   | Кассовые сборы    | Кассовые сборы | Бюджет      | Источник    |
| Фильм             | Дата выхода     | Северная Америка | Другие территории | Мировые сборы  | Бюджет      | Источник    |
| ----------------- | --------------- | ---------------- | ----------------- | -------------- | ----------- | ----------- |
| Пиранья           | Август 3, 1978  | $6,000,000       | $10,000,000       | $16,000,000    | $600,000    | [ 5 ]       |
| Пиранья 2: Нерест | Ноябрь 5, 1982  | $200,000         | $60,000           | $262,000       | $145,800    | [ 6 ] [ 7 ] |
| Пиранья           | Октябрь 1, 1995 |                  |                   |                | $350,000    | [ 8 ]       |
| Пираньи 3D        | Август 20, 2010 | $25,000,000      | $58,188,200       | $83,188,200    | $23,000,000 | [ 9 ]       |
| Пираньи 3DD       | Июнь 1, 2012    | $376,500         | $8,123,500        | $8,500,000     | $7,500,000  | [ 10 ]      |
| Итого             | Итого           | $31,578,500      | $76,371,700       | $107,950,200   | $31,595,800 |             |

### Критический приём
| Фильм             | Критическая оценка | Критическая оценка | Пользовательские оценки |
| Фильм             | Rotten Tomatoes    | Metacritic         | CinemaScore             |
| ----------------- | ------------------ | ------------------ | ----------------------- |
| Пиранья           | 70% (27 рецензий)  | 71 (8 рецензий)    | A-                      |
| Пиранья 2: Нерест | 5% (19 рецензий)   | 15 (5 рецензий)    |                         |
| Пиранья           | 25% (4 рецензии)   |                    |                         |
| Пираньи 3D        | 74% (132 рецензии) | 53 (20 рецензий)   | C                       |
| Пираньи 3DD       | 12% (52 рецензии)  | 24 (13 рецензий)   | C-                      |